# Franulo Stravilo
Franulo Stravilo (15. stoljeće), hrvatski graditelj.
Franulo Stravilo, zadarski graditelj. 1408. godine potpisao je ugovor o pregradnji crkve sv. Marije na pašmanskom rtu. Prema ugovoru morao je sagraditi novi krov i vrata na bočnom zidu, srušiti staru apsidu i sagraditi novo presvođeno četvrtasto svetište i sagraditi zvonik u obliku preslice. 